# Tsegay Kebede
Tsegay Kebede (auch: Tsegaye Kebede, amharisch ፀጋዬ ከበደ; * 15. Januar 1987) ist ein äthiopischer Marathonläufer.

## Werdegang
Als fünftes von 13 Geschwistern in der Familie eines Teppichknüpfers wuchs er in der Stadt Gerar Ber (40 km nördlich von Addis Abeba) in bitterer Armut auf und musste als Viehhüter arbeiten, um zum Familienunterhalt beizutragen und die Schule zu bezahlen. 1995 fing er mit dem Laufsport an, musste aber sein Training vor seinem Vater verheimlichen, der das für Zeitverschwendung hielt.
2006 wurde bei einem lokalen Rennen der Trainer und Manager Getaneh Tessema auf ihn aufmerksam. Bei einer Einladung in dessen Trainingsgruppe wurde er bei einem Testlauf nur von deren Star Deriba Merga geschlagen.
Im Jahr darauf hatte Tsegay Kebede schon solche Fortschritte gemacht, dass er an internationalen Rennen teilnehmen wollte. Der äthiopische Leichtathletik-Verband weigerte sich jedoch, ihn beim Visumerwerb zu unterstützen, da er nicht einem etablierten Leichtathletik-Verein angehörte. Sein Trainer ließ ihn stattdessen beim Abebe Bikila International Marathon in Addis Abeba starten. Obwohl er kurz zuvor bei einem Busunfall knapp mit dem Leben davongekommen war, stellte er mit 2:15:34 h einen Streckenrekord für den in weit über 2000 m Höhe gelegenen Kurs auf.
Seine Visumprobleme hatten sich damit erledigt und so startete er im Herbst beim Amsterdam-Marathon. Es gelang ihm, lange in der schnellen Spitzengruppe mitzuhalten, und die Zeit von 2:08:16 h, die er als Achter erzielte, war die zweitschnellste eines Äthiopiers 2007 hinter dem Weltrekordlauf von Haile Gebrselassie.

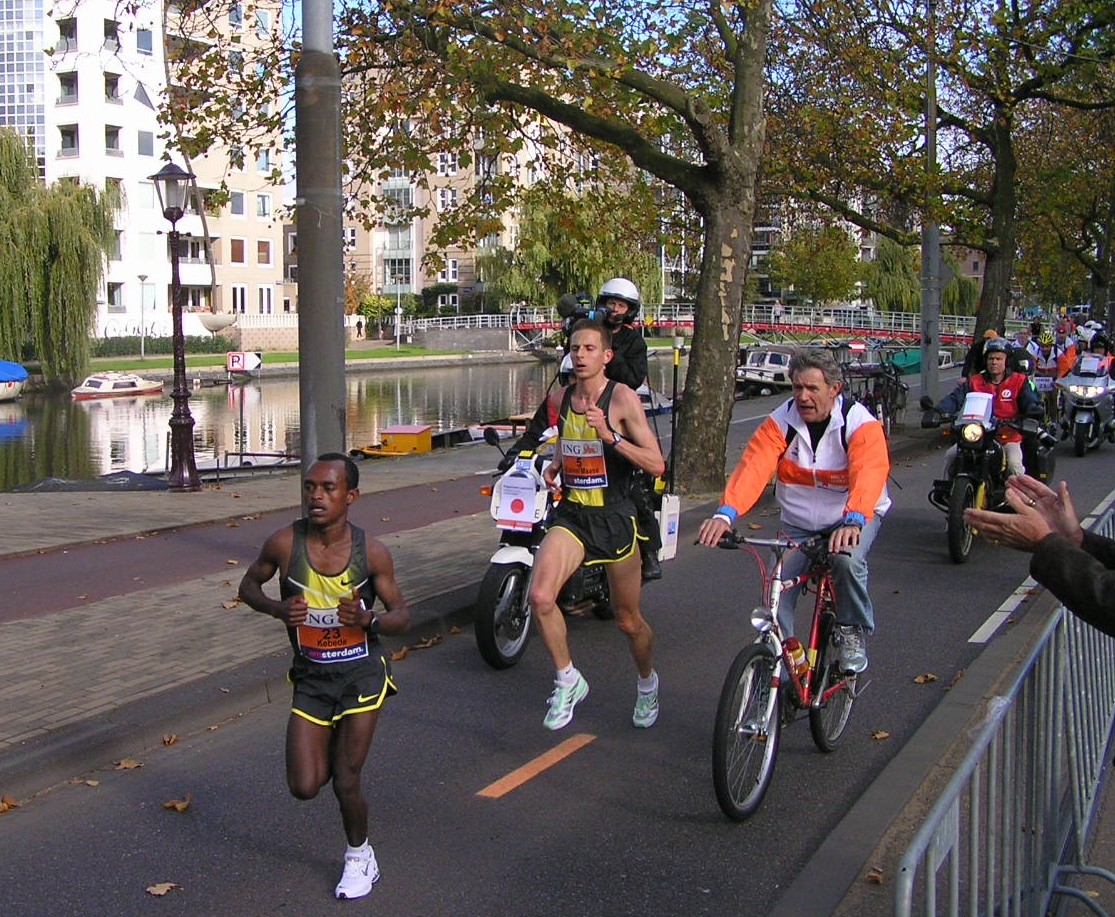
Tsegay Kebede beim Amsterdam-Marathon 2007, hinter ihm der Niederländer Kamiel Maase

Zu Beginn der folgenden Saison belegte er beim RAK-Halbmarathon den zweiten Platz in 59:35 min. Sein nächster großer Erfolg war der Sieg beim Paris-Marathon 2008 mit einer Zeit von 2:06:40 h, mit dem er sich die Nominierung für die Olympischen Spiele in Peking sicherte. Bei den World 10K Bangalore wurde er Dritter.
Beim olympischen Marathon hatte er auf der zweiten Hälfte lange einen Rückstand von einer Minute auf die fünfköpfige Spitzengruppe. Bis km 40 arbeitete er sich auf den vierten Platz vor. Auf der Stadionrunde überholte er seinen Landsmann und Trainingspartner Deriba Merga und gewann in 2:10:00 h die Bronzemedaille hinter Samuel Kamau Wanjiru (KEN) und Jaouad Gharib (MAR).
Zum Abschluss der Saison gewann er im Dezember den Fukuoka-Marathon in persönlicher Bestzeit von 2:06:10 h, womit er nicht nur den Streckenrekord um 29 Sekunden verbesserte, sondern auch die schnellste Zeit auf japanischem Boden überhaupt erzielte.
Beim London-Marathon 2009 stellte Tsegay Kebede erneut eine persönliche Bestzeit von 2:05:20 h auf, wurde nach einem packenden Zieleinlauf Zweiter hinter Samuel Kamau Wanjiru und verdrängte diesmal Jaouad Gharib auf den dritten Platz.
Beim Marathon der Leichtathletik-Weltmeisterschaften in Berlin gehörte er zur achtköpfigen Spitzengruppe, die sich bei Kilometer 20 gebildet hatte. Nachdem er fünf Kilometer weiter hinter diese zurückgefallen war, gelang es ihm auf den letzten Kilometern, auf den Bronzerang hinter den Kenianern Abel Kirui und Emmanuel Kipchirchir Mutai vorzurücken. Im Dezember verteidigte Tsegay Kebede seinen Titel beim Fukuoka-Marathon und verbesserte den Kursrekord auf 2:05:18.
2010 waren beim London-Marathon alle Medaillengewinner der Olympischen Spiele 2008 und der Weltmeisterschaften 2009 am Start. Bei Kilometer 32 setzte sich Tsegay Kebede an die Spitze und lief bis ins Ziel einen Vorsprung von über einer Minute heraus. Mit 2:05:19 h blieb er nur knapp über seinem persönlichen und dem Streckenrekord. Im Herbst wurde er beim Chicago-Marathon in einem packenden Duell von Wanjiru auf den zweiten Platz verwiesen.
2011 wurde er Fünfter in London und Dritter beim New-York-City-Marathon. Sein dritter Platz in London 2012 reichte nicht aus, um sich erneut für die Olympischen Spiele zu qualifizieren. Beim Chicago-Marathon 2012 siegte er als erster Äthiopier in 2:04:38 h mit persönlicher Bestleistung und neuem Streckenrekord. Im Jahr 2013 gewann er nach 2010 zum zweiten Mal den London-Marathon in 2:06:04 h.

## Persönliche Bestzeiten
- 10-km-Straßenlauf: 27:56 min, 20. Mai 2012, Manchester
- Halbmarathon: 59:35 min, 8. Februar 2008, Ra’s al-Chaima
- Marathon: 2:04:38 h, 7. Oktober 2012, Chicago